# Жива(I) флуорид
Жива(I) флуорид је неоргански метални флуорид који се забележава формулом . То су жути кристали који поцрне када су изложени светлоби. Добија се када жива(I) карбонат реагује са флуороводоничном киселином.